# Gilson Granzotto
Gilson César Granzotto, também conhecido apenas como Granzotto ou como Gilsão (Limeira, 1 de janeiro de 1965), é um futebolista e treinador de futebol paulista, começou sua carreira nas categorias de base do São Paulo. Atacante nato, Granzotto vestiu a camisa de grandes clubes do Brasil e do exterior até encerrar sua carreira no Olímpia Futebol Clube. Iniciou sua carreira de treinador sendo auxiliar técnico de clubes do interior paulista até chegar ao Sociedade Esportiva do Gama.
Gilson Granzotto é atualmente o segundo treinador com mais tempo de casa na história do Gama. O primeiro é João Leal Neto com quinze meses, assumindo o Gama no início de 1995 até março de 1996. Em terceiro lugar está Orlando Lelé (oito meses) e Reinaldo Gueldini.

## Desempenho

### Treinador
| Ano  | Clube | Jogos | Vitórias | Empates | Derrotas | Aproveitamento |
| ---- | ----- | ----- | -------- | ------- | -------- | -------------- |
| 2015 | Gama  | 36    | 20       | 10      | 6        | 64.81%         |

## Títulos

### Jogador
Olímpia-SP
- Campeonato Paulista – Série A3: 2000

### Treinador
Gama
Campeonato Brasiliense: 2015